# Sveti kotrljan
 Ovo je glavno značenje pojma Sveti kotrljan. Za biljku pogledajte kotrljan (biljka).
Sveti kotrljan (balegar, skarabej, lat. Scarabaeus sacer), vrsta kotrljanâ, kukac kornjaš iz porodice truležara (Scarabeidae). Živi na obalnim dinama i močvarnim staništima oko mediteranskog bazena. Među koprofagnim vrstama kukaca tipičan je predstavnik onih koji skupljaju izmet u kuglice velike poput oraha. Takav kukac kotrlja svoju kuglicu na prikladnu lokaciju gdje kopa podzemni hodnik u kojem je skriva. Zatim samu kuglicu ili pojede ili leže jaja na njoj, zatrpava hodnik i odlazi ponavljajući ovaj postupak koliko god može puta. Ličinka se hrani lopticom izmeta nakon što se izlegne iz jaja. Ovo je ponašanje inspiriralo stare Egipćane da usporede Scarabaeus sacer s Kheprijem, svojim bogom Sunca. S tim u skladu smatrali su ovu vrstu svetom.

## Opis
Glava velikog kotrljana ima distinktivan raspored šest projekcija ili izbočina koje nalikuju zrakama. Izbočine su uniformne s četirima dodatnim izbočinama na svakoj tibiji prednjih nogu, stvarajući luk od četrnaest "zraka" (vidi ilustraciju). Funkcionalno su izbočine adaptacije koje služe kopanju i oblikovanju loptice izmeta.

## Više informacija
- skarabej u starom Egiptu
  - skarabej (artefakt)
  - komemorativni skarabeji Amenhotepa III.

## Vanjske poveznice
- | Logotip Zajedničkog poslužitelja | Zajednički poslužitelj ima još gradiva o temi Scarabaeus sacer |